# 嘉兴发电厂
嘉兴发电厂是一座位于中国浙江嘉兴的巨型火力发电企业，装机容量达300万千瓦。

## 概述
嘉兴发电厂位于浙江省平湖市乍浦镇，紧靠杭州湾乍浦港，临近上海市和秦山核电站。它所在的地区是中国经济最发达的地带，用电需求极大。电厂分两期建设，均由浙江省人民政府控股。一期工程为浙江省和中央共建项目，于1992年开工，安装两台30万千瓦国产燃煤发电机组，均在1995年投产。二期工程位于一期的西侧，原拟引进外资和进口设备建设，但最终由浙江省人民政府和神华集团合作共建，一次安装四台60万千瓦国产亚临界燃煤发电机组，总投资达百亿元人民币。工程于2002年末正式开工，已在2004年至2005年相继投产，投产后，二期的机组都将委托给一期的业主代为运营。

## 组织结构
嘉兴发电厂目前共有6台发电机组，总装机容量300万千瓦。在组织结构上，分为二个实体。
嘉兴发电厂一期的业主是嘉兴发电有限责任公司，该公司的主要股东有浙江省能源集团有限公司（70%）、浙江省电力公司（30%）。
- 一期1号机组装机容量30万千瓦，1995年7月投产发电。
- 一期2号机组装机容量30万千瓦，1995年12月投产发电。

嘉兴发电厂二期的业主是浙江嘉华发电有限责任公司，该公司的主要股东有浙江省能源集团有限公司（53%）、浙江东南发电股份有限公司（24%）、中国神华能源股份有限公司（20%）等。
- 二期3号机组装机容量60万千瓦，2004年7月投产发电。
- 二期4号机组装机容量60万千瓦，2004年12月投产发电。
- 二期5号机组装机容量60万千瓦，2005年5月投产发电。
- 二期6号机组装机容量60万千瓦，2005年10月投产发电。

## 连接
- 嘉兴发电有限责任公司